# Schemmern
Schemmern ist ein Stadtteil von Waldkappel im nordhessischen Werra-Meißner-Kreis.

## Geographische Lage
Schemmern liegt etwa 5,2 km südwestlich der Waldkappeler Kernstadt im Stölzinger Gebirge. Knapp 3 km (Luftlinie) ostnordöstlich des vom Schemmerbach durchflossenen Dorfs erhebt sich der Ziegenküppel mit einem Aussichtsturm und nach Westen steigt das Gelände zum Stolzhäuser Rücken an. Durch die Ortschaft führt die Landesstraße 3226 (Gehau–Schemmern–Burghofen).

## Geschichte

### Ortsgeschichte
Die älteste bekannte schriftliche Erwähnung von Schemmern erfolgte 10. Jahrhundert im Codex diplomaticus Fuldensis, einer Dokumentensammlung des Reichsklosters Fulda, unter dem Namen Scamberaha.
Hessische Gebietsreform (1970–1977)
Im Zuge der Gebietsreform in Hessen wurde die bis dahin selbständige Gemeinde Schemmern zum 31. Dezember 1971 auf freiwilliger Basis in die Stadt Waldkappel eingemeindet. Für Schemmern, sowie für alle ehemals eigenständigen Gemeinden von Waldkappel und die Kerngemeinde wurde je ein Ortsbezirk mit Ortsbeirat und Ortsvorsteher nach der Hessischen Gemeindeordnung gebildet.

### Verwaltungsgeschichte im Überblick
Die folgende Liste zeigt die Staaten und Verwaltungseinheiten, denen Schemmern angehört(e):
- vor 1567: Heiliges Römisches Reich, Landgrafschaft Hessen, Amt Spangenberg
- ab 1654: Heiliges Römisches Reich, Landgrafschaft Hessen-Kassel, Niederhessen, Amt Spangenberg
- ab 1806: Landgrafschaft Hessen-Kassel, Niederhessen, Amt Spangenberg
- 1807–1813: Königreich Westphalen, Departement der Werra, Distrikt Eschwege, Kanton Bischhausen
- ab 1815: Kurfürstentum Hessen, Niederhessen, Amt Spangenberg[6]
- ab 1821/22: Kurfürstentum Hessen, Provinz Niederhessen, Kreis Eschwege[7][Anm. 2]
- ab 1848: Kurfürstentum Hessen, Bezirk Eschwege
- ab 1851: Kurfürstentum Hessen, Provinz Niederhessen, Kreis Eschwege
- ab 1867: Norddeutscher Bund[Anm. 3], Königreich Preußen, Provinz Hessen-Nassau, Regierungsbezirk Kassel, Kreis Eschwege
- ab 1871: Deutsches Reich,  Königreich Preußen, Provinz Hessen-Nassau, Regierungsbezirk Kassel, Kreis Eschwege
- ab 1918: Deutsches Reich, Freistaat Preußen, Provinz Hessen-Nassau, Regierungsbezirk Kassel, Kreis Eschwege
- ab 1944: Deutsches Reich, Freistaat Preußen, Provinz Kurhessen, Landkreis Eschwege
- ab 1945: Amerikanische Besatzungszone, Groß-Hessen, Regierungsbezirk Kassel, Landkreis Eschwege
- ab 1946: Amerikanische Besatzungszone, Hessen, Regierungsbezirk Kassel, Landkreis Eschwege
- ab 1949: Bundesrepublik Deutschland, Hessen, Regierungsbezirk Kassel, Landkreis Eschwege
- ab 1972: Bundesrepublik Deutschland, Hessen, Regierungsbezirk Kassel, Landkreis Eschwege, Stadt Waldkappel[Anm. 4]
- ab 1974: Bundesrepublik Deutschland, Hessen, Regierungsbezirk Kassel, Werra-Meißner-Kreis, Stadt Waldkappel

## Bevölkerung

### Einwohnerstruktur 2011
Nach den Erhebungen des Zensus 2011 lebten am Stichtag dem 9. Mai 2011 in Schemmern 327 Einwohner. Darunter waren 3 (0,9 %) Ausländer.
Nach dem Lebensalter waren 42 Einwohner unter 18 Jahren, 135 zwischen 18 und 49, 78 zwischen 50 und 64 und 72 Einwohner waren älter. Die Einwohner lebten in 125 Haushalten. Davon waren 33 Singlehaushalte, 27 Paare ohne Kinder und 60 Paare mit Kindern, sowie 9 Alleinerziehende und 3 Wohngemeinschaften. In 27 Haushalten lebten ausschließlich Senioren und in 78 Haushaltungen lebten keine Senioren.

### Einwohnerentwicklung
| Quelle: Historisches Ortslexikon |                                        |
| • 1540:                          | 57 Hausgesesse                         |
| • 1585:                          | 80 Haushaltungen (mit Obergehau)       |
| • 1747:                          | 63/69 Haushaltungen mit 260 Einwohnern |

| Schemmern: Einwohnerzahlen von 1834 bis 2015 | Schemmern: Einwohnerzahlen von 1834 bis 2015 | Schemmern: Einwohnerzahlen von 1834 bis 2015 | Schemmern: Einwohnerzahlen von 1834 bis 2015 | Schemmern: Einwohnerzahlen von 1834 bis 2015 |
| --- | -------------------------------------------- | -------------------------------------------- | -------------------------------------------- | -------------------------------------------- |
| Jahr |                                              |                                              |                                              | Einwohner                                    |
| 1834 | 1834                                         |                                              | 456                                          | 456                                          |
| 1840 | 1840                                         |                                              | 516                                          | 516                                          |
| 1846 | 1846                                         |                                              | 477                                          | 477                                          |
| 1852 | 1852                                         |                                              | 450                                          | 450                                          |
| 1858 | 1858                                         |                                              | 445                                          | 445                                          |
| 1864 | 1864                                         |                                              | 466                                          | 466                                          |
| 1871 | 1871                                         |                                              | 447                                          | 447                                          |
| 1875 | 1875                                         |                                              | 561                                          | 561                                          |
| 1885 | 1885                                         |                                              | 458                                          | 458                                          |
| 1895 | 1895                                         |                                              | 456                                          | 456                                          |
| 1905 | 1905                                         |                                              | 444                                          | 444                                          |
| 1910 | 1910                                         |                                              | 432                                          | 432                                          |
| 1925 | 1925                                         |                                              | 430                                          | 430                                          |
| 1939 | 1939                                         |                                              | 394                                          | 394                                          |
| 1946 | 1946                                         |                                              | 650                                          | 650                                          |
| 1950 | 1950                                         |                                              | 626                                          | 626                                          |
| 1956 | 1956                                         |                                              | 500                                          | 500                                          |
| 1961 | 1961                                         |                                              | 472                                          | 472                                          |
| 1967 | 1967                                         |                                              | 447                                          | 447                                          |
| 1970 | 1970                                         |                                              | 452                                          | 452                                          |
| 1980 | 1980                                         |                                              | ?                                            | ?                                            |
| 1987 | 1987                                         |                                              | 391                                          | 391                                          |
| 2000 | 2000                                         |                                              | ?                                            | ?                                            |
| 2011 | 2011                                         |                                              | 327                                          | 327                                          |
| 2015 | 2015                                         |                                              | 319                                          | 319                                          |
| Datenquelle: Historisches Gemeindeverzeichnis für Hessen: Die Bevölkerung der Gemeinden 1834 bis 1967. Wiesbaden: Hessisches Statistisches Landesamt, 1968. Weitere Quellen: LAGIS; Stadt Waldkappel; Zensus 2011 |                                              |                                              |                                              |                                              |

### Historische Religionszugehörigkeit
| • 1885: | 452 evangelische (= 99,78 %), ein katholischer (= 0,22 %) Einwohner |
| • 1961: | 428 evangelische (= 90,68 %), 43 katholische (= 9,11 %) Einwohner   |